# 19488 Abramcoley
19488 Abramcoley è un asteroide della fascia principale. Scoperto nel 1998, presenta un'orbita caratterizzata da un semiasse maggiore pari a 2,3370659 UA e da un'eccentricità di 0,1616451, inclinata di 7,86261° rispetto all'eclittica.